# In dulci jubilo

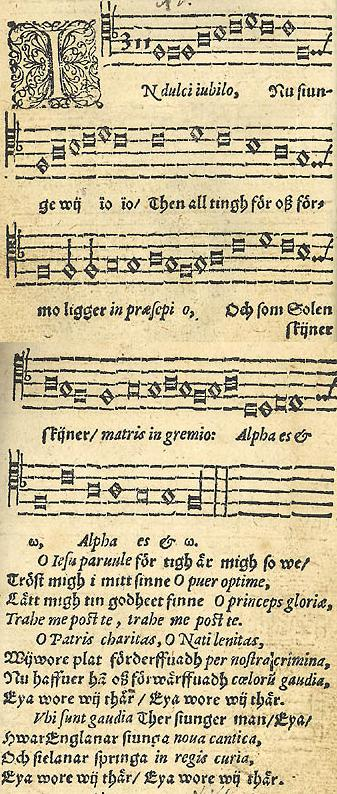
La melodía se publicó en la colección de música finlandesa Cantos píos, de 1582. La letra (texto macarrónico) alterna el latín con el sueco.

In dulci jubilo (En dulce júbilo) es un villancico navideño tradicional. En su versión original, tiene un texto macarrónico, es decir, en una mezcla de idiomas, en este caso de alemán y latín de la Edad Media. Las traducciones siguientes al inglés, como la versión Good Christian men, rejoice [Buenos hombres cristianos, alegraos], de J. M. Neale, aumentaron su popularidad, y la traducción macarrónica de 1837, de Robert Pearsall, es un pilar del repertorio de Nueve lecciones y villancicos de Navidad. El preludio del coral de Johann Sebastian Bach, basado en la melodía (BWV 729), es también un postludio tradicional, una obra que se interpreta al terminar los oficios litúrgicos, mientras los feligreses abandonan la iglesia, para los oficios de Navidad.[cita requerida]

## Historia y traducciones
Se cree que el texto de la canción original (macarrónico, alterna el alemán y el latín medieval) lo escribió, alrededor de 1328, el místico alemán Enrique Susón, quien creó una danza de culto. En su biografía (o quizás autobiografía), dice lo siguiente:
Ahora este mismo ángel vino hasta el Criado (Suso) vivamente, y dijo que Dios lo había enviado a él para traerle alegrías celestiales entre sus sufrimientos; añadiendo que tenía que sacar fuera de su mente todas sus tristezas y soportar su compañía, y que debía también bailar con ellas a la manera celestial. Entonces, atrajo al Criado por la mano al baile, y la juventud empezó una canción dichosa sobre el niño Jesús...
La tonada apareció en un Códice de 1305, un manuscrito de la Biblioteca Universitaria de Leipzig, cerca de 1400, a pesar de que se ha sugerido que la melodía pudo haber existido en Europa con anterioridad a esta fecha. Se imprimió en Geistliche Lieder, un himnario luterano de 1533, de Joseph Klug. Aparece también en Gesangbuch, de 1537, de Michael Vehe. En 1545, se añadió otro verso, posiblemente de Martín Lutero, en la obra de Geistliche Lieder, de Valentin Babst, que apareció impresa en Leipzig. La melodía era también popular en otros lugares de Europa, y aparece en una versión latina/sueca de 1582 del libro finlandés de canciones Cantos píos, una colección de canciones e himnos sacros y canciones medievales profanas.
La tonada aparece también en la colección de Michael Praetorius titulada Polyhymnia Caduceatrix y Panegyrica, de 1619.[cita requerida]
Robert L. Pearsall hizo un arreglo polifónico para ocho voces, que posteriormente se arregló para cuatro voces, cuya versión suele ser la más interpretada, a cargo de W. J. Westbrook.[cita requerida]

### Traducciones
Ha habido numerosas traducciones al inglés del poema original. La más popular que mantiene la estructura macarrónica es la traducción de Robert Lucas de Pearsall, de 1837, que retiene las frases latinas y sustituye el alemán por el inglés. Una encuesta del 2008 hecha por la Revista de Música de la BBC afirma que esta versión era el segundo villancico coral más popular entre los organistas y maestros de coro de las catedrales británicas.
Alternativamente, una traducción más libre, elaborada en 1853 por John Mason Neale, titula el trabajo "Good Christian Men, Rejoice", es decir, "Hombres cristianos buenos, alegraos". Esta traducción recibe críticas con frecuencia. En 1921, H. J. Massé escribió que era un ejemplo de "cuando se hacen las cosas mal en la música... mutilando incluso el ritmo de In dulci jubilo, una tonada magnífica, al utilizar las palabras en inglés Good Christian Men, Rejoice ("Hombres cristianos buenos, alegraos"). Es inconcebible que cualquiera con algo de cultura musical auténtica pudiese prestarse a este remiendo con una tonada perfecta, con tal de que encaje a la fuerza con trabajos de mérito inferior." Luego cita una traducción inglesa más apropiada, de 1567, de John Wedderburn, como un esfuerzo "más digno".
Una traducción más al inglés, realizada en el siglo XIX por Arthur T. Russell y mencionada en varios himnarios luteranos, intitula en español la obra como "Ahora cantamos nosotros, ahora nos alegramos".

## Primer verso comparación textual
| Latín/alemán de Enrique Susón, ca. 1328 | Traducción literal inglesa | Traducción de Wedderburn, ca. 1567 | Traducción de Pearsall, 1837 | Good Christian Men Rejoice de Neale, 1853 |
| --- | --- | --- | --- | --- |
| In dulci jubilo, Nun singet und seid froh! Unsers Herzens Wonne Leit in praesepio; Und leuchtet wie die Sonne Matris in gremio. Alpha es et O! | In sweet rejoicing, now sing and be glad! Our hearts' joy lies in the manger; And it shines like the sun in the mother's lap. You are the alpha and omega! | Now let us sing with joy and mirth, In honour of our Lordes birth, Our heart's consolation Lies in præsepio, And shines as the sun, Matris in gremio. Alpha is and O, Alpha is and O. | In dulci jubilo, Let us our homage show! Our heart's joy reclineth In praesepio; And like a bright star shineth Matris in gremio. Alpha es et O! | Good Christian men, rejoice With heart, and soul, and voice; Give ye heed to what we say: News! News! Jesus Christ was born to-day: Ox and ass before Him bow, And He is in the manger now. Christ is born today! Christ is born today. |

## En la música
- Dietrich Buxtehude puso la melodía como una cantata-coral en 1683 para soprano, alto y bajo acompañados por dos violines y continuo (BuxWV 52) y como preludio coral para órgano (BuxWV 197) c. 1690.[12][13]
- Johann Sebastian Bach usó esta melodía varias veces: como coral, en BWV 368; luego, para órgano, en BWV 608 como canon doble, en su Orgelbüchlein, y en BWV 729 y BWV 751 como preludio coral. Los críticos coinciden, sin embargo, en el hecho de que BWV 751 es demasiado sencillo e inmaduro como para ser obra de Bach.[14] Bach también utilizó la frase de apertura de la melodía como tema de fuga para otros dos preludios corales: BWV 703 (Gottes Sohn ist kommen) y BWV 724 (Gott durch deine Güte). BWV 729, escrito por Bach para acompañar el canto congregacional en Arnstadt, se ejecuta tradicionalmente como la variación de órgano al final del Festival de nueve lecciones y villancicos, en el King's College, de Cambridge. Esta improvisación la introdujo primero al oficio, en 1938, el erudito de órgano Douglas Guest.[15]
- Franz Liszt incluyó el villancico en su suite de piano Weihnachtsbaum ("árbol de Navidad"), en el movimiento titulado Die Hirten an der Krippe ("Los pastores en el pesebre").
- Norman Dello Joio utiliza el tema como la base de sus Variaciones de una tonada medieval para conjunto de viento.
- Ronald Corp compuso una versión de In Dulci Jubilo para coro sin acompañamiento, en 1976.
- La fantasía coral Christmas Day (1910), de Gustav Holst, se inspiró en este villancico y también en otros tres: God Rest You Merry, Gentlemen, Come ye, lofty; come, ye lowly (letra de Philip Schaff, previamente musicalizada por Archer Thompson Gurney[16]) y The First Nowell.[cita requerida]

## Grabaciones
Un arreglo instrumental de la versión de Pearsall del músico inglés Mike Oldfield, "In Dulci Jubilo", alcanzó el número 4 en el UK Singles Chart en enero de 1976. Esta era la segunda versión de "In Dulci Jubilo" que Oldfield grabó; la primera fue como cara B para otro single, "Don Alfonso".[cita requerida]
La banda Mannheim Steamroller también grabó una versión para su álbum de la Navidad de 1988, Un aire fresco de Navidad, utilizando un dulcimer como instrumento principal.[cita requerida]
El cantante noruego Sissel Kyrkjebø grabó una versión titulada Kjetil Bjerkestrand, con el Coro del Tabernáculo Mormón, que fue nominada a los Premios Grammy. El conjunto femenino británico Mediæval Bæbes interpretó la pieza en su álbum Mistletoe and Wine ("Muérdago y vino"), del 2003.[cita requerida]